# Physcomitrium
Genre
Physcomitrium est un genre de mousses de la famille des Funariacées.

## Liste d'espèces
Selon The Plant List (5 avril 2018) :
- Physcomitrium acutifolium Broth.
- Physcomitrium arenicola Lazarenko
- Physcomitrium argentinicum Paris
- Physcomitrium aubertii Besch.
- Physcomitrium badium Broth.
- Physcomitrium bolanderi (Lesq.) Kindb.
- Physcomitrium bonplandii (Hook.) De Not.
- Physcomitrium breutelii Müll. Hal.
- Physcomitrium brevirostre Broth.
- Physcomitrium brevisetum Mitt.
- Physcomitrium brisbanicum Müll. Hal.
- Physcomitrium bukobense (Broth.) Fife
- Physcomitrium capillipes Müll. Hal. ex Broth.
- Physcomitrium chlorodictyon Müll. Hal.
- Physcomitrium coarctatum Müll. Hal. ex Cardot
- Physcomitrium collenchymatum Gier
- Physcomitrium coorgense Broth.
- Physcomitrium courtoisii Paris & Broth.
- Physcomitrium cupulare Müll. Hal.
- Physcomitrium cupuliferum Mitt.
- Physcomitrium curvipes Müll. Hal.
- Physcomitrium curvisetum (Schwägr.) Bruch & Schimp.
- Physcomitrium delicatulum H.A. Crum & L.E. Anderson
- Physcomitrium dilatatum Renauld & Cardot
- Physcomitrium enerve (Hook. & Wilson) Müll. Hal.
- Physcomitrium ericetorum (De Not.) Bruch & Schimp.
- Physcomitrium eurystomum Sendtn.
- Physcomitrium falcifolium Müll. Hal. ex Broth.
- Physcomitrium felipponei Thér.
- Physcomitrium flaccidum Mitt.
- Physcomitrium flexifolium Mitt.
- Physcomitrium germanillae Müll. Hal.
- Physcomitrium gibertii Mitt.
- Physcomitrium gonoi Broth. ex Cardot
- Physcomitrium hampei (Limpr.) Loeske & Györffy
- Physcomitrium hemisphaericum Thér. & P. de la Varde
- Physcomitrium herteri Thér.
- Physcomitrium hookeri Hampe
- Physcomitrium immersum Sull.
- Physcomitrium immersum × turbinatum A.L. Andrews
- Physcomitrium indicum (Dixon) Gangulee
- Physcomitrium insigne Dixon & P. de la Varde
- Physcomitrium integrifolium Hampe & Müll. Hal.
- Physcomitrium jamesonii Taylor
- Physcomitrium japonicum (Hedw.) Mitt.
- Physcomitrium langloisii (Renauld & Cardot) Kindb.
- Physcomitrium latifolium (Brid.) Bruch & Schimp.
- Physcomitrium laxum (Hook. f. & Wilson) Müll. Hal.
- Physcomitrium lindmannii Broth.
- Physcomitrium longicolle Trab.
- Physcomitrium lorentzii Müll. Hal.
- Physcomitrium luteolum Besch.
- Physcomitrium mahui H. Rob.
- Physcomitrium minutulum Müll. Hal.
- Physcomitrium mirabile (Broth. & Paris) R.H. Zander
- Physcomitrium niloticum (Delile) Müll. Hal.
- Physcomitrium nodulifolium Mitt.
- Physcomitrium orbignyanum (Mont.) Mont.
- Physcomitrium paraguense Besch.
- Physcomitrium patens (Hedw.) Mitt.
- Physcomitrium perflaccidum Broth. ex P. de la Varde
- Physcomitrium platyphylloides Paris
- Physcomitrium puiggarii Geh. & Hampe
- Physcomitrium pulchellum (Griff.) Mitt.
- Physcomitrium pusillum Wilson
- Physcomitrium pyriforme (Hedw.) Hampe
- Physcomitrium repandum (Griff.) Mitt.
- Physcomitrium repens (Hook.) Müll. Hal.
- Physcomitrium rivale (Geh.) Broth.
- Physcomitrium rooperi Mitt.
- Physcomitrium roseae R.S. Williams
- Physcomitrium sahapurense Müll. Hal. ex P. de la Varde
- Physcomitrium serratum (Hook. & Wilson) Sull.
- Physcomitrium serrifolium Müll. Hal.
- Physcomitrium serrulatum Mitt.
- Physcomitrium sinensi-sphaericum Müll. Hal.
- Physcomitrium spathulatum Müll. Hal.
- Physcomitrium sphaericum (C.F. Ludw.) Fürnr.
- Physcomitrium sphaericum × physcomitrella patens Limpr.
- Physcomitrium splachoideum (P. Beauv.) Brid.
- Physcomitrium spurio-acuminatum Dixon
- Physcomitrium subminutulum Broth. & Paris
- Physcomitrium subspathulatum Thér. & Naveau
- Physcomitrium subsphaericum Schimp.
- Physcomitrium sumatranum Baumgartner & J. Froehl.
- Physcomitrium sylvestre Müll. Hal.
- Physcomitrium templetonii (Sm.) Müll. Hal.
- Physcomitrium tetragonum (Brid.) Fürnr.
- Physcomitrium thieleanum Hampe
- Physcomitrium turgidum Mitt.
- Physcomitrium umbonatum Mitt.
- Physcomitrium washingtoniense H.A. Crum & L.E. Anderson